# Under the Influence (Terra Naomi)
Under the Influence è il primo album in studio della cantautrice statunitense Terra Naomi, pubblicato nel 2007.

## Tracce
1. Say It's Possible – 3:51
2. Not Sorry – 3:50
3. Up Here – 3:59
4. I'm Happy – 3:40
5. Never Quite Discussed – 3:33
6. Flesh for Bones – 5:35
7. Close to Your Head – 3:13
8. Jenny – 3:21
9. Million Ways – 4:14
10. New Song – 4:34
11. Something Good to Show You + The Vicodin Song (traccia nascosta) – 8:32